# 1030

## أحداث
- مسعود الغزنوي يستولي علي عرش الدولة الغزنوية بعد وفاة والده السلطان محمود الغزنوي.

## مواليد
- أبو محمد الدامغاني - فقيه هو قاضي مسلم بغدادي.
- الأمير فسيفولود ياروسلافوفيتش (1030 – 1093) ابن يارسلاف الحكيم والاميرة السويدية والامير المعظم في كييف منذ عام 1078.
- أبو اليسر البزدوي

## وفيات
- 30 أبريل:محمود بن سُبُكْتِكِيْن الغزنوي، أول سلاطين الدولة الغزنوية.
- ابن دراج القسطلي
- مسكويه
- المرزوقي